# 금성 기원 탐사선
금성 기원 탐사선은 NASA의 금성 탐사선이다. 목적은 금성의 표면을 보고 금성의 내부 구조를 알기 위해 전체 표면 조성을 알고 열 방사율, 중력장 등을 알아내어 금성과 지구를 비교하는 것이다. 수석 연구원은 Suzanne Smrekar로, 비슷한 금성 탐사선인 VERITAS와 디스커버리 13이 되기 위해 경쟁했으나 선출되지 않았다.

## 역사와 제작배경
2014년 2월부터 디스커버리 13및 14 프로젝트 중 하나로 제안되었다. 이후 2015년 9월 준후보로 올라간 VERITAS, 다빈치, 루시, 프시케, NEOcam가 선출되며 취소되었다.

## 장비
VISAR:15m~30m 정도의 크기를 구분할 수 있는 고해상도 카메라로 3년 동안 돌면서 금성의 표면 형태를 알아내는 것이 목적이다.
VEM:5개의 근적외선의 반사를 사용하여 금성의 화학적인 표면 구성과 대기 구성을 알아내는 것이 목적이다.

## 샘플리턴
ASV를 사용해 대기 샘플을 채취하자는 의견이 있었으나 무산되었다.

## 지원, 개발, 투자
- NASA
- JPL
- MSFC
- GSFC

## 같이 보기
- VICI